# پارک میربل ژوناژ

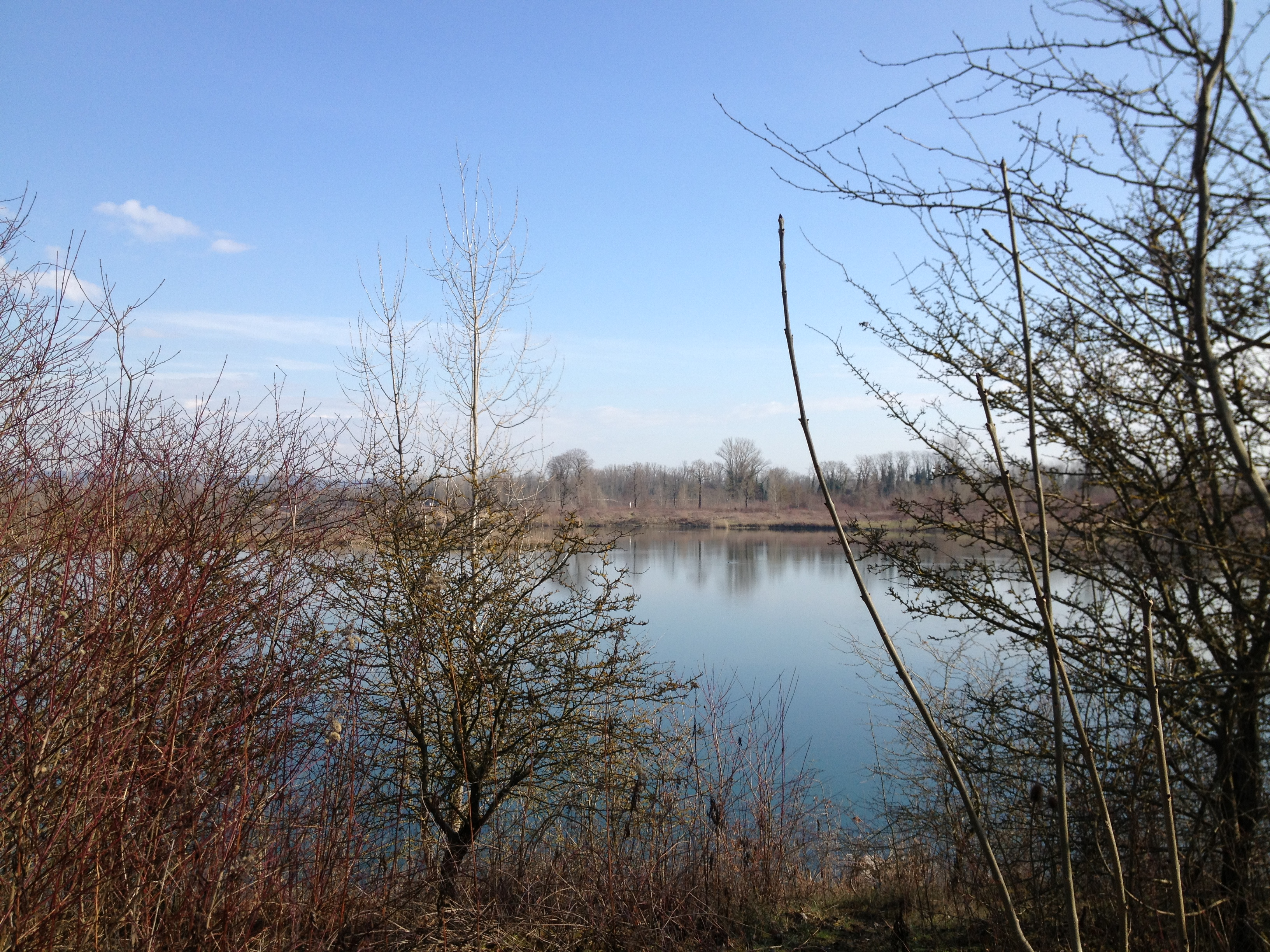
نمایی از پارک میربل ژوناژ

پارک میربل ژوناژ (به فرانسوی: parc de Miribel-Jonage) در شرق حومه شهر لیون فرانسه  در شهر اقماری وو آن وولن قرار دارد . پارک میربل  توسط دو کانال میربل در شمال و ژوناژ در جنوب محصور شده است . 

## کارکردها
1. تأمین آب آشامیدنی لیون
2. جلوگیری از سیل
3. حفاظت از محیط طبیعی پارک
4. فراغت

## جاذبه‌های توریستی
- مرکز خرید لاتول
- پارک آبی بیفون
- دریاچه آلیووز
- دریاچه جنگل
- باشگاه سوارکاری
- زمین بازی دیس کاستور
- پلاژ دومورالت
- پلاژ فونتنیل
- پلاژ دی لا ماما

## فستیوال‌ها
- جشنواره گریز ، جشنواره موسیقی الکترونیک است که در اوایل ماه ژوئیه برگزار می شود
- جشنواره موسیقی ملل ، در ماه ژوئیه برگزار می شود.
- جشنواره تئاتر خیابانی موزیکال که در ماه اوت برگزار می‌شود .

## دسترسی
- فرودگاه لیون-سنت‌اگزوپری
- فرودگاه لیون-برون
- ایستگاه مترو فیسین